# Schloss Hammerstein (Albig)

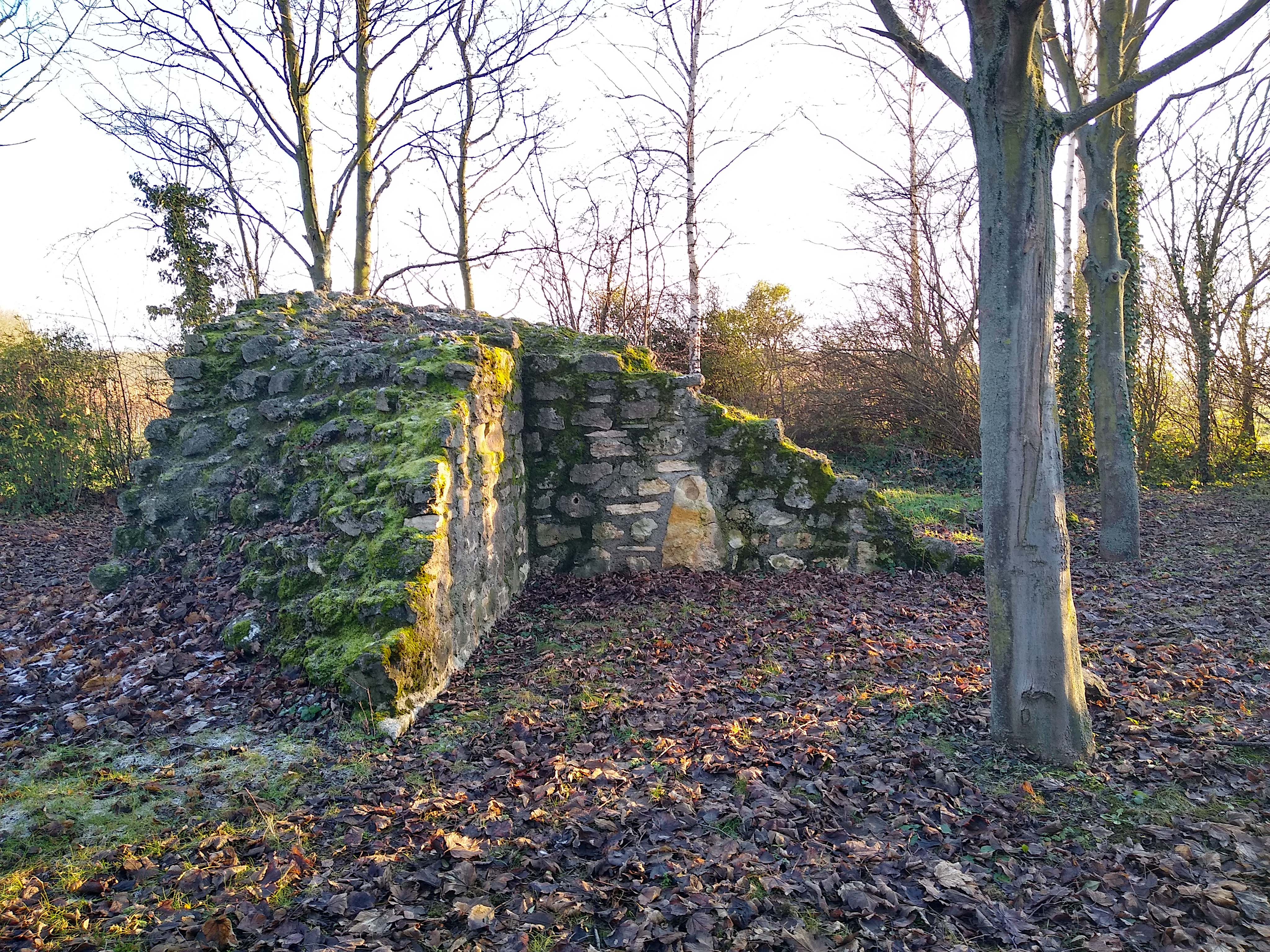
Überreste der Villa Rustica

Schloss Hammerstein ist der historische Name von Grundmauerresten in Albig, einer Ortsgemeinde in Rheinhessen, Rheinland-Pfalz. Die Reste der Mauern liegen 500 m östlich vom Ortsrand, unterhalb der Quelle des Baches Sumborn.
Die Bezeichnung „Schloss Hammerstein“ kam zustande, als man auf der Anhöhe vor Albig die Grundmauern eines alten Gebäudes fand. Zuerst folgerte man hieraus die frühere Existenz einer mittelalterlichen Burg, die „Schloß Hammerstein“ getauft wurde. Die Gemarkung, auf der sich die Grundmauern befinden, heißt zudem Hammerstein. Erst später, nachdem man eine Vielzahl von Gefäß- und Ziegelscherben sowie Münzen gefunden hatte, stellte sich die Ruine als römische Villa rustica heraus. Unter anderem gab es einen Münzfund mit Mark Aurel (180 n. Chr.). Wahrscheinlich wurde sie um das Jahr 400 beim Vorrücken der Alemannen zerstört.
Das Schloss ist Namensgeber für eine Albiger Einzellage.